# American Virgin (film, 2000)
Pour plus de détails, voir Fiche technique et Distribution.
American Virgin est un film comique de 1999 réalisé par Jean-Pierre Marois.

## Synopsis
Katrina Bartalotti est la fille de Ronny, un réalisateur de films pour adultes du sud de la Californie, qui souhaite que sa fille soit saine et éduquée, mais elle a d'autres projets, souhaitant perdre sa virginité en la vendant aux enchères sur Internet afin de contrarier son père en utilisant le body Live Virgin innové et promu par Joey.